# E3 Prijs Vlaanderen-Harelbeke 2012
La 55ª edición de la E3 Prijs Vlaanderen-Harelbeke se disputó el 23 de marzo de 2012, sobre un trazado de 203,5 km, con inicio y final en Harelbeke. El recorrido incluyó 13 cotas.
Formó parte del UCI WorldTour 2012, siendo la primera vez que se incluye en dicho calendario de máxima categoría mundial.

## Equipos participantes
Participaron 25 equipos: los 18 de categoría UCI ProTour (al tener obligada su participación); más 7 de categoría Profesional Continental mediante invitación de la organización (Accent Jobs-Willems Veranda´s, Landbouwkrediet-Euphony, Topsport Vlaanderen-Mercator, Project 1t4i, Team Europcar, Cofidis, le Crédit en Ligne y Farnese Vini-Selle Italia). Formando así un pelotón de 195 ciclistas, de 8 corredores cada equipo (excepto el Astana, Euskaltel-Euskadi, Lampre-ISD que salió con 7 y el Sky que salió con 6), de los que acabaron 106.
| ProTeams (18)- AG2R La Mondiale - Astana - BMC Racing Team - Euskaltel-Euskadi - FDJ-BigMat - Garmin-Barracuda - Katusha Team - Lampre-ISD - Liquigas-Cannondale - Lotto-Belisol - Movistar Team - Omega Pharma-Quick Step - GreenEDGE - Rabobank - RadioShack-Nissan - Saxo Bank - Sky - Vacansoleil - DCM Equipos continentales profesionales (7)- Accent Jobs-Willems Veranda's - Landbouwkrediet-Euphony - Topsport Vlaanderen-Mercator - Project 1t4i - Team Europcar - Cofidis, le Crédit en Ligne - Farnese Vini-Selle Italia |
| |

El ganador final fue Tom Boonen tras ganar al sprint por un reducido margen a Óscar Freire, finalmente segundo. Por detrás de ellos llegó Bernhard Eisel, tercero en el mencionado sprint.

## Clasificación final
- Las clasificaciones finalizaron de la siguiente forma:[7]

| \| Clasificación general \| Clasificación general \| Clasificación general \| Clasificación general \| Clasificación general \| \| Ciclista \| Ciclista \| Equipo \| Tiempo \| \| \| --------------------- \| --------------------- \| ---------------------------- \| --------------------- \| --------------------- \| \| 1.º \| Tom Boonen \| Omega Pharma-Quick Step \| 4 h 51 min 59 s \| \| \| 2.º \| Óscar Freire \| Katusha \| + 0 s \| \| \| 3.º \| Bernhard Eisel \| Team Sky \| + 0 s \| \| \| 4.º \| Leonardo Duque \| Cofidis, le Crédit en Ligne \| + 0 s \| \| \| 5.º \| Sep Vanmarcke \| Garmin-Barracuda \| + 0 s \| \| \| 6.º \| John Degenkolb \| Project 1t4i \| + 0 s \| \| \| 7.º \| Matthieu Ladagnous \| FDJ-BigMat \| + 0 s \| \| \| 8.º \| Alexandre Pichot \| Team Europcar \| + 0 s \| \| \| 9.º \| Alessandro Ballan \| BMC Racing Team \| + 0 s \| \| \| 10.º \| Sébastien Turgot \| Team Europcar \| + 0 s \| \| \| 11.º \| Matti Breschel \| Rabobank \| + 0 s \| \| \| 12.º \| Jens Keukeleire \| GreenEDGE \| + 0 s \| \| \| 13.º \| Michael Mørkøv \| Saxo Bank \| + 0 s \| \| \| 14.º \| Peter Sagan \| Liquigas-Cannondale \| + 0 s \| \| \| 15.º \| Maxim Iglinskiy \| Astana \| + 0 s \| \| \| 16.º \| Edvald Boasson Hagen \| Team Sky \| + 0 s \| \| \| 17.º \| Lloyd Mondory \| AG2R La Mondiale \| + 0 s \| \| \| 18.º \| Marco Marcato \| Vacansoleil-DCM \| + 0 s \| \| \| 19.º \| Björn Leukemans \| Vacansoleil-DCM \| + 0 s \| \| \| 20.º \| Preben Van Hecke \| Topsport Vlaanderen-Mercator \| + 0 s \| \| |                      |                              |                 |
| |                      |                              |                 |
| Fuente: ProCyclingStats |                      |                              |                 |
| Clasificación general |                      |                              |                 |
| Ciclista | Ciclista             | Equipo                       | Tiempo          |
| 1.º | Tom Boonen           | Omega Pharma-Quick Step      | 4 h 51 min 59 s |
| 2.º | Óscar Freire         | Katusha                      | + 0 s           |
| 3.º | Bernhard Eisel       | Team Sky                     | + 0 s           |
| 4.º | Leonardo Duque       | Cofidis, le Crédit en Ligne  | + 0 s           |
| 5.º | Sep Vanmarcke        | Garmin-Barracuda             | + 0 s           |
| 6.º | John Degenkolb       | Project 1t4i                 | + 0 s           |
| 7.º | Matthieu Ladagnous   | FDJ-BigMat                   | + 0 s           |
| 8.º | Alexandre Pichot     | Team Europcar                | + 0 s           |
| 9.º | Alessandro Ballan    | BMC Racing Team              | + 0 s           |
| 10.º | Sébastien Turgot     | Team Europcar                | + 0 s           |
| 11.º | Matti Breschel       | Rabobank                     | + 0 s           |
| 12.º | Jens Keukeleire      | GreenEDGE                    | + 0 s           |
| 13.º | Michael Mørkøv       | Saxo Bank                    | + 0 s           |
| 14.º | Peter Sagan          | Liquigas-Cannondale          | + 0 s           |
| 15.º | Maxim Iglinskiy      | Astana                       | + 0 s           |
| 16.º | Edvald Boasson Hagen | Team Sky                     | + 0 s           |
| 17.º | Lloyd Mondory        | AG2R La Mondiale             | + 0 s           |
| 18.º | Marco Marcato        | Vacansoleil-DCM              | + 0 s           |
| 19.º | Björn Leukemans      | Vacansoleil-DCM              | + 0 s           |
| 20.º | Preben Van Hecke     | Topsport Vlaanderen-Mercator | + 0 s           |